# Левитт, Уильям
Уильям Левитт (англ. William Jaird Levitt ) родился 11 февраля 1907, умер 28 января 1994. Американский домостроитель, построил более 140000 домов.
В январе 1994 года 86-летний бизнесмен скончался в госпитале Университета Норт Шор, построенном им самим 30 лет назад.

## Левитт и сыновья
Уильяма Левитта называют пионером американского домостроения.